# FN Barracuda
FN Barracuda je višekalibarski revolver kojeg je dizajnirala i proizvodila belgijska industrija oružja FN Herstal. Promjenom dijelova cilindra Barracuda može koristiti tri različita kalibra streljiva - 9x19mm Parabellum, .38 Special i .357 Magnum.
FN Herstal je s ovim modelom pokušao ući na tržište revolvera ali neuspješno te je to zasada jedini revolver koji je tvrtka iz Herstala proizvela. Razlog tome bila je loša prodaja Barracude zbog čega je njezina proizvodnja prekinuta 1989.

## Vanjske poveznice
- Modern Firearms  Arhivirana inačica izvorne stranice od 17. srpnja 2010. (Wayback Machine)